# Comté de Floyd (Iowa)
Pour les articles homonymes, voir Comté de Floyd.
Le comté de Floyd est un comté de l'État de l'Iowa, aux États-Unis.